# Прогресс мировых рекордов на дистанции 200 метров вольным стилем у женщин в 25-метровом бассейне
 Прогресс мировых рекордов на дистанции 200 метров вольным стилем у женщин в 25-метровом бассейне. Первый мировой рекорд в плавании на дистанции 100 метров вольным стилем у женщин в 25-метровом бассейне был зарегистрирован Международной Федерацией плавания ФИНА в 1993 году.
Обвал мировых рекордов в плавании в 2008/2009 совпал с введением полиуретановых костюмов от Speedo (LZR, 50% полиуретана) в 2008 году и Arena (X-Glide), Adidas (Hydrofoil) и итальянского производителя плавательных костюмов Jaked (все 100% полиуретана) в 2009 году. Запрет ФИНА на плавательный костюм из полиуретана вступил в силу в январе 2010 года.;
Прогресс мировых рекордов на дистанции 200 метров вольным стилем у женщин в 25-метровом бассейне
| Номер | Время    | Имя                   | Национальность | Дата               | Соревнование           | Место                    | Прим. |
| ----- | -------- | --------------------- | -------------- | ------------------ | ---------------------- | ------------------------ | ----- |
| 1     | 1:55.84  | Франциска Ван Альмсик | Германия       | 9 января 1993      | Кубок мира по плаванию | Шанхай, Китай            | [ 2 ] |
| 2     | 1:55.42  | Клаудиа Полл          | Коста-Рика     | 1 декабря 1995     | Чемпионат мира         | Рио-де-Жанейро, Бразилия | [ 3 ] |
| 3     | 1:54.17  | Клаудиа Полл          | Коста-Рика     | 18 апреля 1997     | Чемпионат мира         | Гётеборг, Швеция         | [ 3 ] |
| 4     | 1:54.04  | Линдси Бенко          | США            | 7 апреля 2002 г.   | Чемпионат мира         | Москва, Россия           | [ 4 ] |
| 5     | 1:53.29  | Либби Лентон          | Австралия      | 19 ноября 2005 г.  | Кубок мира             | Сидней, Австралия        | [ 5 ] |
| 6     | 1: 53.18 | Корали Балми          | Франция        | 6 декабря 2008 г.  | Чемпионат Франции      | Анже, Франция            | [ 6 ] |
| 7     | 1:51.85  | Федерика Пеллегрини   | Италия         | 14 декабря 2008 г. | Чемпионат Европы       | Риека, Хорватия          | [ 7 ] |
| 8     | 1:51.17  | Федерика Пеллегрини   | Италия         | 13 декабря 2009 г. | Чемпионат Европы       | Стамбул, Турция          | [ 8 ] |
| 9     | 1:50.78  | Сара Шёстрём          | Швеция         | 7 декабря 2014 г.  | Чемпионат мира         | Доха, Катар              | [ 9 ] |
| 10    | 1: 50.43 | Сара Шестрем          | Швеция         | 12 августа 2017 г. | Кубок мира по плаванию | Эйндховен, Нидерланды    |       |
| 11    | 1.50,31  | Шивон Хоуи            | Гонконг        | 17 декабря 2021 г. | Чемпионат мира         | Абу-Даби, ОАЭ            |       |

Рекорды зафиксированные не финале: 1/2 - полуфинал, э - эстафета.